# آناتولی فدروویچ کاپوستینسکی
آناتولی فدروویچ کاپوستینسکی (انگلیسی: Anatoli Fedorovich Kapustinskii; ۲۹ دسامبر ۱۹۰۶ – ۲۶ اوت ۱۹۶۰) شیمی‌فیزیکدان اهل لهستان بود. معادله کاپوستینسکی که برای محاسبه انرژی شبکه بلورهای یونی استفاده می‌شود، به افتخار این دانشمند نامگذاری شده‌است.